# Купчинецький замок
Купчинецький замок — втрачена оборонна споруда в селі Купчинцях Купчинецької громади Тернопільського району Тернопільської области України.

## Відомості
Споруджений XVI ст.
У 1648—1649 рр. замок зруйновано козацькими військами Богдана Хмельницького.
У 1672 р. в Купчинцях проїздом був мандрівник Ульріх фон Вердум, який описав місто, однак не залишив згадки про замок, напевно, він не піднявся з руїн після руйнування середини XVII ст.